# Malta op het Eurovisiesongfestival 1992
Malta nam deel aan het Eurovisiesongfestival 1992 in Malmö (Zweden). Het was de 5de deelname van het land op het Eurovisiesongfestival.  Public Broadcasting Services (PBS) was verantwoordelijk voor de Maltese bijdrage voor de editie van 1992.

## Selectieprocedure
Er werd gekozen om een nationale finale te organiseren. Deze vond plaats op 23 maart 1992 in Mediterranean Conference Centre in Valletta en werd gepresenteerd door Charles Saliba en Anna Bonanno
In totaal deden er 10 artiesten mee aan deze finale en de winnaar werd gekozen door een jury.
| Volgorde | Artiest             | Lied                       | Plaats |
| -------- | ------------------- | -------------------------- | ------ |
| 1        | Alex Schembri       | "Int"                      | -      |
| 2        | Enzo Guzman         | "Tkellem Bil-Fjuri"        | -      |
| 3        | Godwin Lucas        | "Imhabba Fil-Harifa"       | -      |
| 4        | Moira Stafrace      | "Tghidlix"                 | 2de    |
| 5        | Mike Spiteri        | "Paceville"                | 3de    |
| 6        | Phylisienne Brincat | "Flimkien"                 | -      |
| 7        | Renato              | "Jekk L-Eku Ta' Dal-Kliem" | -      |
| 8        | Marthese Tanti      | "Gardina Tal-Holm"         | -      |
| 9        | Helen Micallef      | "Mat-Tnehid Tal-Mewg"      | -      |
| 10       | Mary Spiteri        | "Tfajjel Ckejken"          | 1ste   |

## In Malmö
In Zweden moest Malta optreden als 10e, net na Cyprus en voor IJsland. Op het einde van de puntentelling bleken ze op een 3e plaats te zijn geëindigd met 123 punten. Dit was tot dan toe de beste prestatie van het land op het festival.
Men ontving ook 4 keer het maximum van de punten.
Nederland en België gaven respectievelijk 5 en 10 punten aan deze inzending.

### Gekregen punten

#### Finale
| 12 punten                                | 10 punten                        | 8 punten                            | 7 punten      | 6 punten |
| ---------------------------------------- | -------------------------------- | ----------------------------------- | ------------- | -------- |
| - Luxemburg - Spanje - Portugal - Zweden | - België - Ierland - Joegoslavië | - Denemarken - IJsland - Oostenrijk | - Griekenland |          |
| 5 punten                                 | 4 punten                         | 3 punten                            | 2 punten      | 1 punt   |
| - Nederland - Zwitserland                |                                  | - Italië                            |               | - Cyprus |

### Punten gegeven door Malta

#### Finale
Punten gegeven in de finale:
| 12 punten | Ierland             |
| 10 punten | Luxemburg           |
| 8 punten  | Turkije             |
| 7 punten  | Israël              |
| 6 punten  | Verenigd Koninkrijk |
| 5 punten  | Italië              |
| 4 punten  | Oostenrijk          |
| 3 punten  | Joegoslavië         |
| 2 punten  | Spanje              |
| 1 punt    | Cyprus              |